# Günter Netzer
Günter Netzer (født 14. september 1944) er en tidligere tysk fodboldspiller, der i perioden 1965-1975 spillede 37 landskampe og scorede 6 mål. På klubplan har han været mest tilknyttet den tyske klub Borussia Mönchengladbach, men han nåede i slutningen af sin karriere at spille nogle år i spanske Real Madrid og for det schweiziske mandskab Grashoppers Zürich.
Efter sin aktive karriere har Netzer været manager i Hamburger SV og var i nogle år en meget populær ekspertkommentator i tysk tv.
 Der er for få eller ingen kildehenvisninger i denne artikel, hvilket er et problem. Du kan hjælpe ved at angive troværdige kilder til de påstande, som fremføres i artiklen.